# Église Saint-Cirq-et-Sainte-Juliette de Saint-Cirq-Lapopie
L'église Saint-Cirq-et-Sainte-Juliette de Saint-Cirq-Lapopie est une église catholique située à Saint-Cirq-Lapopie dans le département du Lot, en France.

## Historique
L'église est dédiée à saint Cyr, déformé en Cirq, qui fut le plus jeune martyr de la chrétienté, et sa mère, sainte Julitte.
L'église a d'abord été la chapelle des seigneurs du lieu qui avaient construits leurs châteaux à côté, les familles de La Popie et la famille de Cardaillac. La chapelle date de la seconde moitié du XIIe siècle suivant un axe est-ouest. 
Saint-Cirq-Lapopie a été le siège d'un archiprêtré avant le XIe siècle jusqu'à la Révolution. On connaît des archiprêtres de Saint-Cirq-Lapopie depuis 1231. L'archiprêtré a été uni au collège Pélegri de Cahors en 1416 dont le syndic est de droit l'archiprêtre.
Une nouvelle église paroissiale est construite et agrandie à l'emplacement de la chapelle en ne conservant que son abside romane. L'église est réalisée en changeant son orientation qui devient nord-sud. Cette construction commence dans la première moitié du XVIe siècle. En 1522, l'archiprêtre Ramon Fizamen obtient que les consuls contribuent au financement des travaux. Les travaux sont confiés au maître d'œuvre Guillaume Capelle. Ils sont interrompus par la mort de l'archiprêtre vers 1538. Les consuls reprennent les travaux et un bail à besogne est passé en 1548 pour la réparation du clocher et de la tour d'escalier. D'autres réparations sont faites en 1583-1585.
La famille de Rodorel de Conduché y fonde une chapellenie du Saint-Sépulcre, probablement avant 1553 et y élit sépulture.
L'édifice a été classé au titre des monuments historiques le 13 juillet 1911. Plusieurs objets sont référencés dans la base Palissy.

## Description

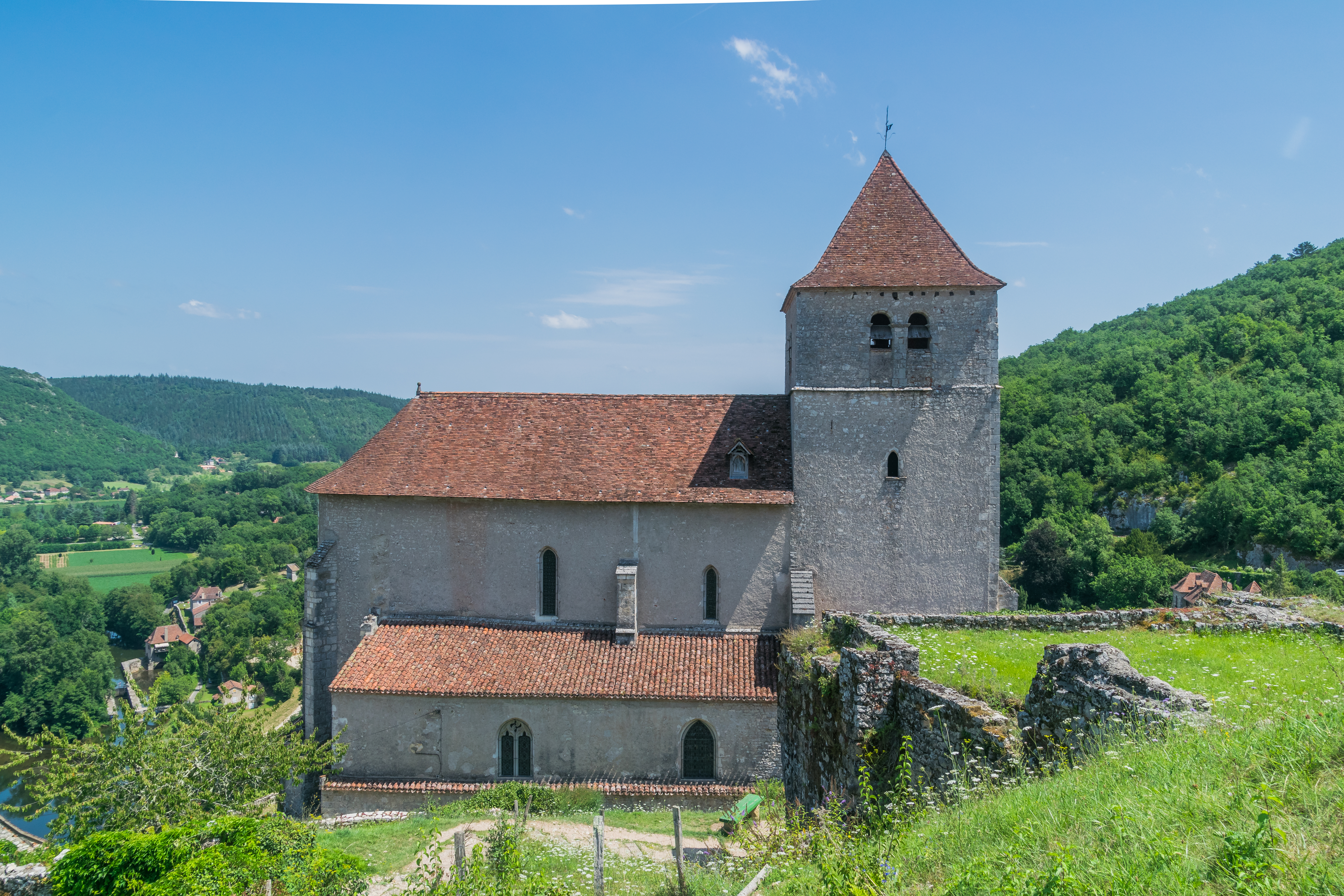
Vue extérieure.
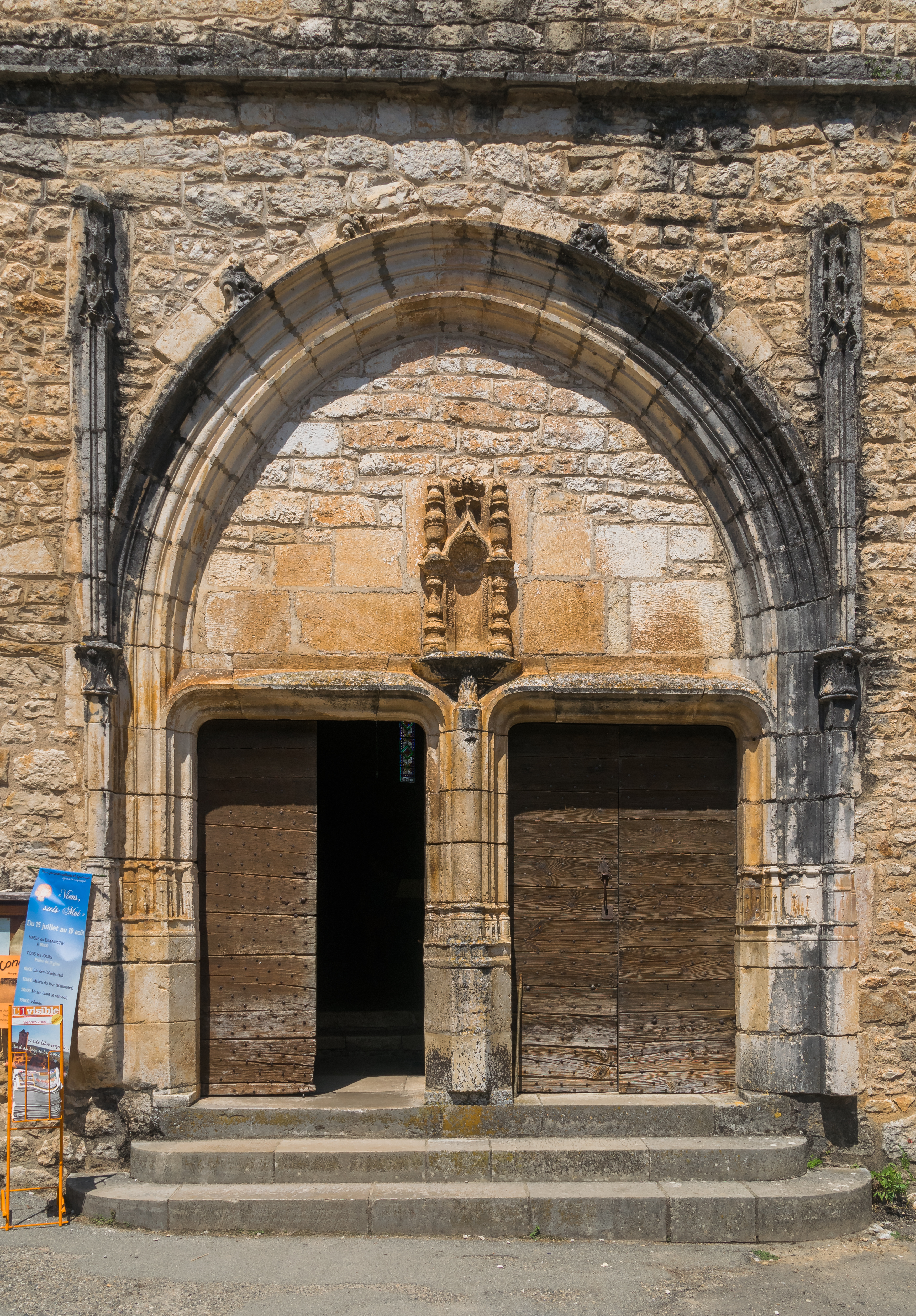
Le portail.
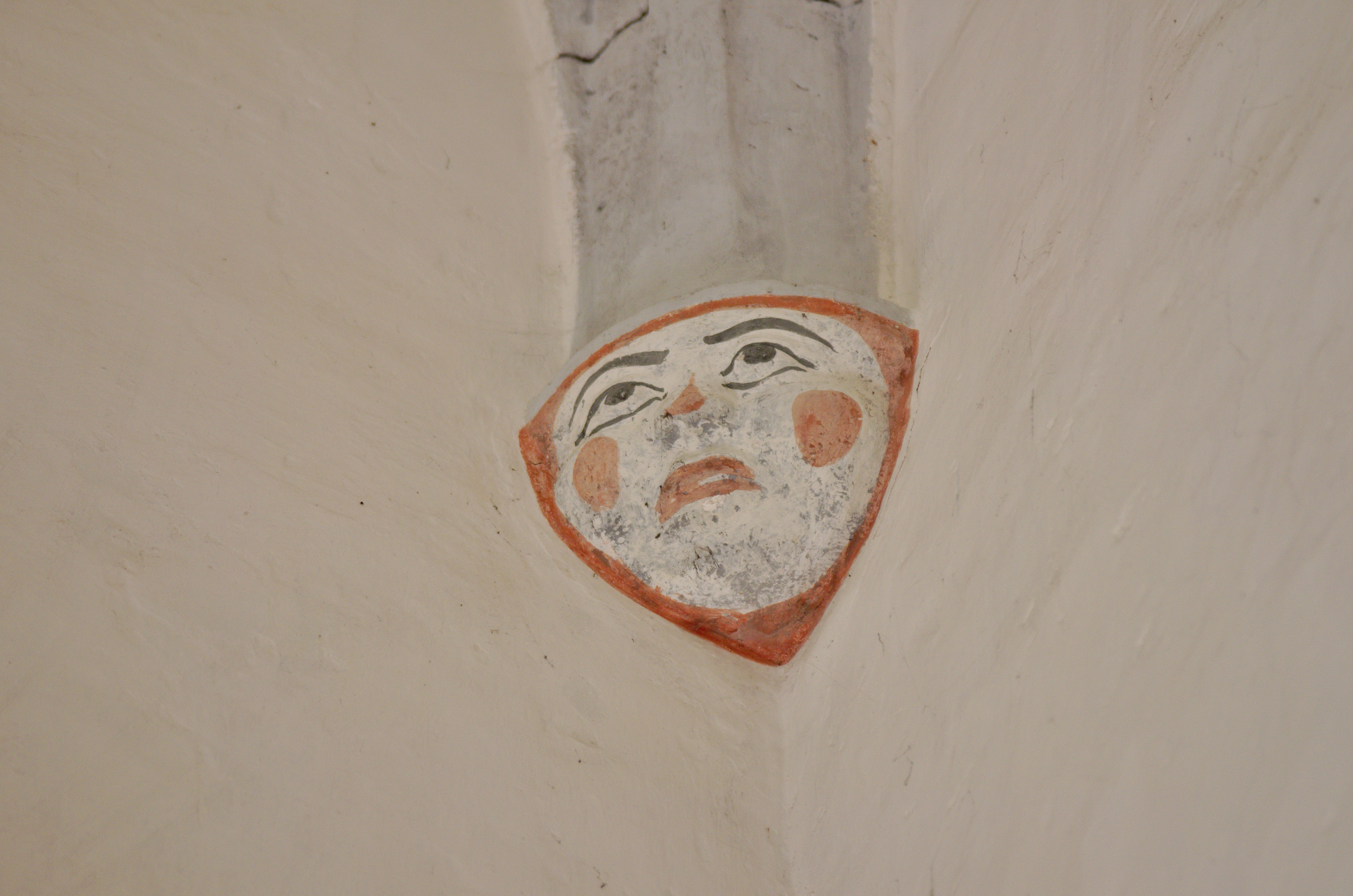
Un cul-de-lampe.
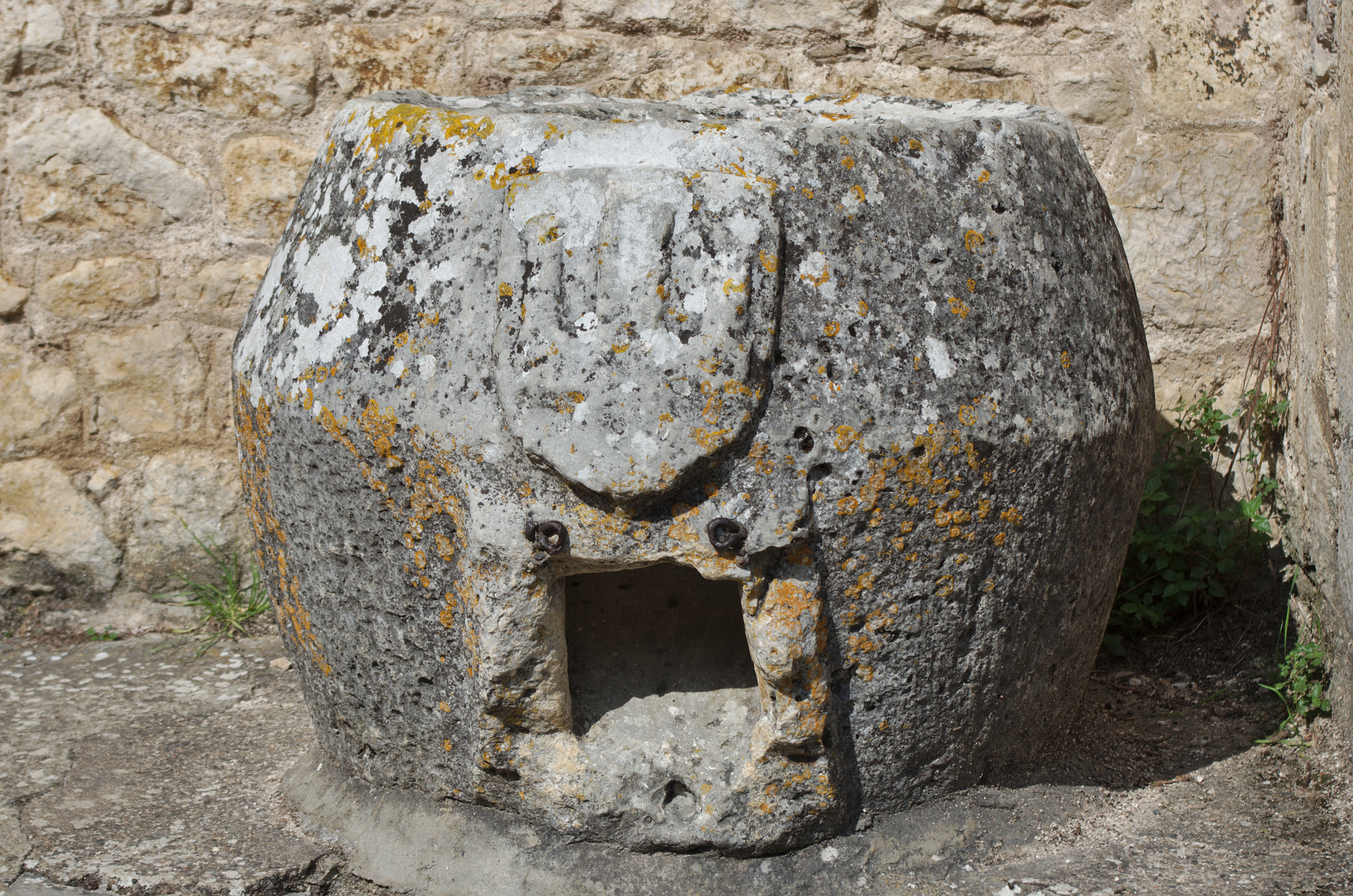
Le baptistère.
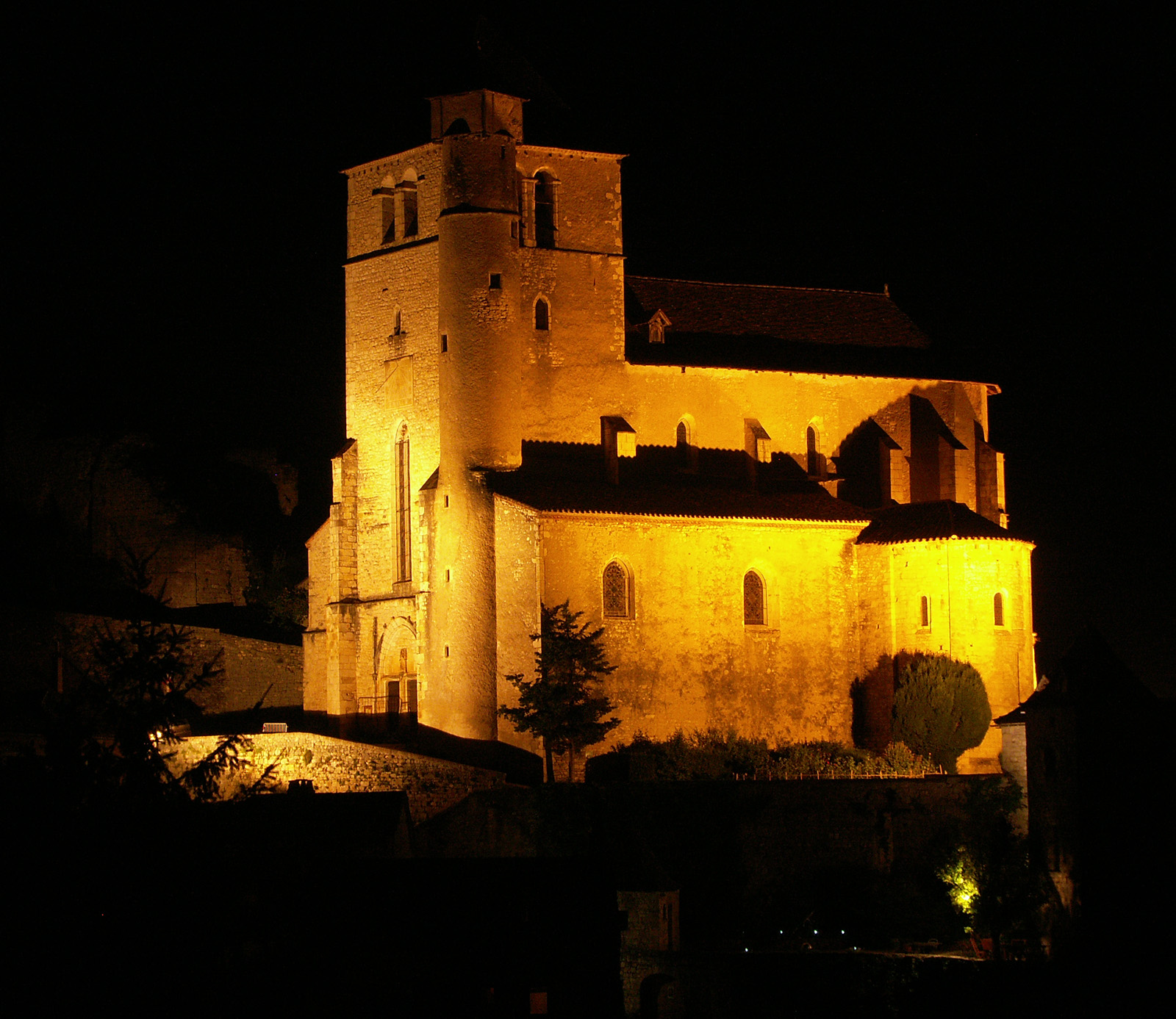
L'église de nuit.